# Беснік Хасі
Беснік Хасі (алб. Besnik Hasi, нар. 29 грудня 1971, Джяковіца) — югославський і албанський футболіст, що грав на позиції півзахисника. По завершенні ігрової кар'єри — албанський футбольний тренер.
Виступав, зокрема, за клуби «Генк» та «Андерлехт», а також національну збірну Албанії.
Триразовий чемпіон Бельгії. Володар Кубка Бельгії. Дворазовий володар Суперкубка Бельгії. Чемпіон Бельгії (як тренер). Володар Суперкубка Бельгії (як тренер). 

## Клубна кар'єра
Народився 29 грудня 1971 року в місті Джяковіца. Вихованець футбольної школи місцевої команди «Влазнімі» (Джяковіца).
У дорослому футболі дебютував 1988 року виступами за команду «Лірія» з другої ліги першості СФРЮ, в якій провів два сезони, взявши участь у 46 матчах чемпіонату. 
1990 року перейшов до «Загреба», який на той час також змагався у другом за силою дивізіоні чемпіонату СФРЮ. В основному складі цієї команди закріпитися не зміг і протягом наступних декількох років грав на умовах оренди за «Динамо» (Панчево), «Приштину» та «Самобор».
1994 року отримав пропозицію продовжити кар'єру у Бельгії і став гравцем «Генка», представника другого за силою бельгійського дивізіону. За два роки допоміг команди пробитися до вищого бельгійського дивізіону. Сезон 1997/98 провів в оренді в німецькому «Мюнхен 1860», де, втім, не став основним гравцем і ще на два сезони повернувся до «Генка». 1999 року у складі цього клубу виборов свій перший титул чемпіона Бельгії.
2000 року уклав контракт з «Андерлехтом», у складі якого провів наступні п'ять з половіною років своєї кар'єри гравця.  За цей час додав до переліку своїх трофеїв ще два титули чемпіона Бельгії.
На початку 2006 досвідчений півзахисник перейшов до «Локерена», а за півтора року приєднався до «Серкля», в якому і завершив ігрову кар'єру влітку 2008 року.

## Виступи за збірну
Став першим косовським албанцем, що був заграний за національну збірну Албанії. Дебютував у складі цієї команди 2000 року, протягом наступних 8 років провів у її формі  43 матчі, забивши 2 голи.

## Кар'єра тренера
Завершивши виступи на футбольному полі, 2008 року повернувся до «Андерлехта», де отримав пропозицію розпочати тренерську кар'єру з молодіжною командою клубу. За рік, у 2009, став асистентом Аріеля Якобса, головного тренера основної команди клубу. 2012 року його змінив Джон ван дер Бром, проте Хасі залишився працювати у тренерському штабі. 
10 березня 2014 року ван дер Брома було звільнено, і того ж дня Бесніка Хасі було призначено новим головним тренером «Андерлехта».
За два роки, влітку 2016, спеціаліст прийняв пропозицію очолити тренерський штаб польської «Легії», з якою пропрацював лише три з половиною місяці, після чого був звільнений через незадовільні результати команди.
З наступною командою, якою став грецький «Олімпіакос» пропрацював не набагато довше — прийшов до неї 9 червня 2017 року, а вже 25 вересня того року був звільнений. Причиною знову стали незадовільні спортивні результати.

## Статистика виступів

### Статистика клубних виступів
| Сезон                 | Команда               | Чемпіонат             | Чемпіонат | Чемпіонат | Національний кубок | Національний кубок | Національний кубок | Континентальні кубки | Континентальні кубки | Континентальні кубки | Інші змагання | Інші змагання | Інші змагання | Усього | Усього |
| Сезон                 | Команда               | Ліга                  | Ігор      | Голів     | Ліга               | Ігор               | Голів              | Ліга                 | Ігор                 | Голів                | Ліга          | Ігор          | Голів         | Ігор   | Голів  |
| --------------------- | --------------------- | --------------------- | --------- | --------- | ------------------ | ------------------ | ------------------ | -------------------- | -------------------- | -------------------- | ------------- | ------------- | ------------- | ------ | ------ |
| 1988–89               | «Лірія»               | 2 ліга                | 27        | 3         | КЮ                 | 0                  | 0                  | -                    | -                    | -                    | -             | -             | -             | 27     | 3      |
| 1989–90               | «Лірія»               | 2 ліга                | 19        | 4         | КЮ                 | 0                  | 0                  | -                    | -                    | -                    | -             | -             | -             | 19     | 4      |
| Усього за «Лірію»     | Усього за «Лірію»     | Усього за «Лірію»     | 46        | 7         |                    | 0                  | 0                  |                      |                      |                      |               |               |               | 46     | 7      |
| 1990–91               | «Загреб»              | 2 ліга                | 5         | 1         | КЮ                 | 0                  | 0                  | -                    | -                    | -                    | -             | -             | -             | 5      | 1      |
| 1991–92               | «Динамо» (Панчево)    | 3 ліга                | ?         | ?         | КЮ                 | 0                  | 0                  | -                    | -                    | -                    | -             | -             | -             | 0      | 0      |
| 1992-січ. 1993        | «Загреб»              | 1. ХФЛ                | 0         | 0         | КХ                 | 0                  | 0                  | -                    | -                    | -                    | -             | -             | -             | 0      | 0      |
| Усього за «Загреб»    | Усього за «Загреб»    | Усього за «Загреб»    | 5         | 1         |                    | 0                  | 0                  |                      |                      |                      |               |               |               | 5      | 1      |
| січ.-лип. 1993        | «Приштина»            | 1 ліга                | ?         | ?         | КЮ                 | 0                  | 0                  | -                    | -                    | -                    | -             | -             | -             | 0      | 0      |
| 1993–94               | «Самобор»             | 2. ХФЛ                | ?         | ?         | КХ                 | 0                  | 0                  | -                    | -                    | -                    | -             | -             | -             | 0      | 0      |
| 1994–95               | «Генк»                | Л2                    | 33        | 14        | КБ                 | 0                  | 0                  | -                    | -                    | -                    | -             | -             | -             | 33     | 14     |
| 1995–96               | «Генк»                | Л2                    | 28        | 2         | КБ                 | 0                  | 0                  | -                    | -                    | -                    | -             | -             | -             | 28     | 2      |
| 1996–97               | «Генк»                | Л1                    | 18        | 2         | КБ                 | 0                  | 0                  | -                    | -                    | -                    | -             | -             | -             | 18     | 2      |
| 1997–98               | «Мюнхен 1860»         | БЛ                    | 7         | 0         | КН                 | 0                  | 0                  | -                    | -                    | -                    | -             | -             | -             | 7      | 0      |
| 1998–99               | «Генк»                | Л1                    | 32        | 2         | КБ                 | 0                  | 0                  | КВК                  | 3                    | 0                    | -             | -             | -             | 35     | 2      |
| 1999–00               | «Генк»                | Л1                    | 29        | 1         | КБ                 | 1                  | 1                  | ЛЧ                   | 2                    | 0                    | СКБ           | 0             | 0             | 32     | 2      |
| Усього за «Генк»      | Усього за «Генк»      | Усього за «Генк»      | 140       | 21        |                    | 1                  | 1                  |                      | 5                    | 0                    |               | 0             | 0             | 146    | 22     |
| 2000–01               | «Андерлехт»           | Л1                    | 16        | 0         | КБ                 | 0                  | 0                  | ЛЧ                   | 6                    | 0                    | СКБ           | 0             | 0             | 22     | 0      |
| 2001–02               | «Андерлехт»           | Л1                    | 30        | 1         | КБ                 | 0                  | 0                  | ЛЧ                   | 9                    | 1                    | СКБ           | 1             | 0             | 40     | 2      |
| 2002–03               | «Андерлехт»           | Л1                    | 15        | 0         | КБ                 | 0                  | 0                  | КУЄФА                | 4                    | 1                    | -             | -             | -             | 19     | 1      |
| 2003–04               | «Андерлехт»           | Л1                    | 28        | 0         | КБ                 | 0                  | 0                  | ЛЧ                   | 10                   | 0                    | -             | -             | -             | 38     | 0      |
| 2004–05               | «Андерлехт»           | Л1                    | 16        | 0         | КБ                 | 0                  | 0                  | ЛЧ                   | 7                    | 0                    | СКБ           | 0             | 0             | 23     | 0      |
| 2005-січ. 2006        | «Андерлехт»           | Л1                    | 3         | 0         | КБ                 | 1                  | 0                  | ЛЧ                   | 1                    | 0                    | -             | -             | -             | 5      | 0      |
| Усього за «Андерлехт» | Усього за «Андерлехт» | Усього за «Андерлехт» | 108       | 1         |                    | 1                  | 0                  |                      | 37                   | 2                    |               | 1             | 0             | 147    | 3      |
| січ.-лип. 2006        | «Локерен»             | Л1                    | 15        | 1         | КБ                 | 0                  | 0                  | -                    | -                    | -                    | -             | -             | -             | 15     | 1      |
| 2006–07               | «Локерен»             | Л1                    | 20        | 0         | КБ                 | 0                  | 0                  | -                    | -                    | -                    | -             | -             | -             | 20     | 0      |
| Усього за «Локерен»   | Усього за «Локерен»   | Усього за «Локерен»   | 35        | 1         |                    | 0                  | 0                  |                      |                      |                      |               |               |               | 35     | 1      |
| 2007–08               | «Серкль»              | Л1                    | 31        | 0         | КБ                 | 2                  | 0                  | -                    | -                    | -                    | -             | -             | -             | 33     | 0      |
| Усього за кар'єру     | Усього за кар'єру     | Усього за кар'єру     | 372       | 31        |                    | 4                  | 1                  |                      | 42                   | 2                    |               | 1             | 0             | 419    | 34     |

### Статистика у збірній
| Албанія | Албанія | Албанія |
| Рік     | Ігри    | Голи    |
| ------- | ------- | ------- |
| 2000    | 1       | 0       |
| 2001    | 5       | 0       |
| 2002    | 5       | 0       |
| 2003    | 11      | 1       |
| 2004    | 7       | 0       |
| 2005    | 7       | 0       |
| 2006    | 5       | 1       |
| 2007    | 1       | 0       |
| Усього  | 42      | 2       |

## Титули і досягнення

### Як гравця
- Чемпіон Бельгії (3):

«Генк»:  1998–99
«Андерлехт»:  2000–01, 2003–04
- Володар Кубка Бельгії (1):

«Генк»:  1999-2000
- Володар Суперкубка Бельгії (2):

«Андерлехт»:  2000, 2001

### Як тренера
- Чемпіон Бельгії (1):

«Андерлехт»:  2013–14
- Володар Суперкубка Бельгії (1):

«Андерлехт»:  2014